# Dambê

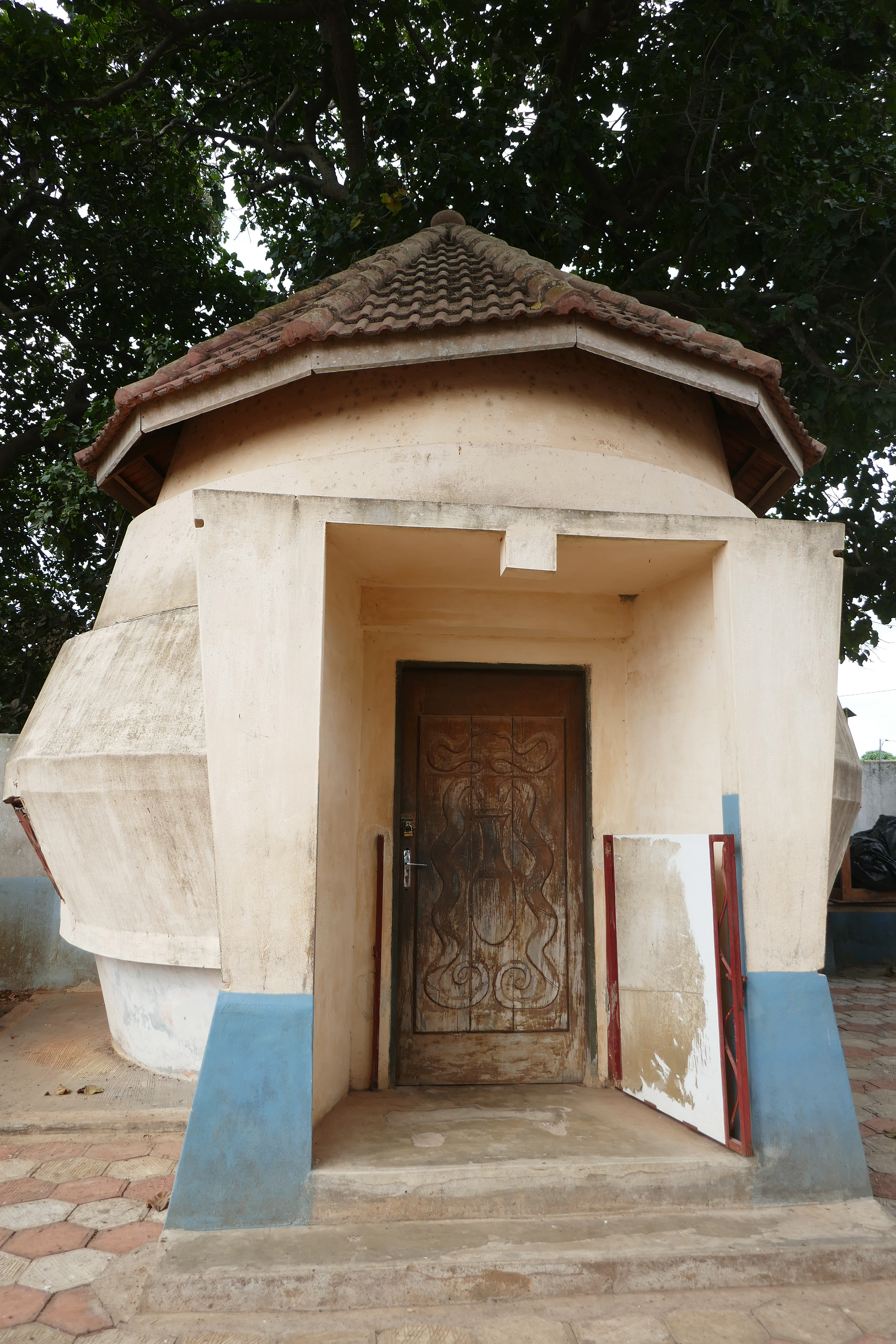
Templo das pítons em Uidá, no Benim

Dambê ou Dangbe (em fon, Dangbe) é um vodu oriundo do Reino de Uidá, no atual Benim, representado como a serpente bondosa. Com a conquista do reino pelo arroçu Agajá (r. 1708–1732/40) do Reino do Daomé, seu culto gradualmente se difundiu pelo Daomé. Em Uidá, ainda há um modesto templo das pítons, em sua honra.   No candomblé Queto, Dangbe foi sincretizada com Dã.